# Bratislav Mijalković
Bratislav Mijalković (Pirot, 10 settembre 1971) è un ex calciatore serbo, di ruolo difensore.

## Carriera
Ha giocato nella massima serie serba ed italiana, in quest'ultima con la maglia del Perugia, con cui ha esordito il 6 aprile 1997, ovvero due giorni dopo esser stato tesserato, in Perugia-Napoli (1-1), ben figurando.